# California Automobile Company (San Francisco)
California Automobile Company war ein US-amerikanischer Hersteller von Automobilen aus San Francisco.

## Unternehmensgeschichte
Bainbridge L. Ryder betrieb bis 1900 die Ryder Electro Motor Company. Er gründete im Oktober 1900 zusammen mit Henry J. Whittemore, Michael J. Kirwin, Charles E. Hancock, Sherwood Bird und Norton C. Hulse das neue Unternehmen in Kalifornien. Im gleichen Jahr begann die Produktion von Automobilen. Der Markenname lautete zunächst California. 1902 wurde die Geschäftsleitung stark verändert. Neben Ryder waren nun A. E. Ruddell, William Corbin, Joseph G. Crawford und E. R. Harper Direktoren. Die Fahrzeuge wurden nun als Calimobile vermarktet. Ein Feuer am 13. Mai 1903 zerstörte das Werk. Daraufhin endete die Produktion.
Es gab keine Verbindungen zu den anderen Herstellern von Fahrzeugen der Marke California: California Motor Company, California Automobile Company und California Motors.

## Fahrzeuge

### Markenname California
Ein kleiner Runabout mit einem luftgekühlten Motor war die Weiterentwicklung eines Modells von Ryder. Ein Modell ähnelte stark einem Modell von Henriod et Cie, wobei unklar bleibt, ob es einen Lizenzvertrag gab. Ein ebenfalls luftgekühlter Motor war unter dem Sitz montiert und trieb über eine Kette die Hinterachse an. Gelenkt wurde mit einem Lenkhebel.
Daneben werden Elektroautos und Dampfwagen genannt.

### Markenname Calimobile
Die einzigen Modelle waren Dampfwagen. Es gab Runabouts, viersitzige Tourenwagen und neunsitzige Fahrzeuge. Das Palace Hotel aus San Francisco kaufte zwei Tourenwagen. Vom Neunsitzer entstanden drei Fahrzeuge.